# Joseph Hanimann
Joseph Hanimann (* 1952 in Chur) ist ein Schweizer Journalist, Essayist und Autor. 
Er studierte Philosophie in Genf, Berlin und Paris. Er unterrichtete am Institut d’études politiques de Paris. Es arbeitete unter anderem als Korrespondent für die Frankfurter Allgemeine Zeitung und die Neue Zürcher Zeitung. Er ist seit 2011 Korrespondent der Süddeutschen Zeitung. Im selben Jahr gewann er den Berliner Preis für Literaturkritik. Joseph Hanimann lebt in Paris.

## Werke
- Vom Schweren. Ein geheimes Thema der Moderne. Hanser, München 1999, ISBN 978-3-446-16540-3.
- Antoine de Saint-Exupéry: Der melancholische Weltenbummler. Eine Biografie. Orell Füssli, Zürich 2013, ISBN 978-3-280-05508-3.
- Allez la France! Aufbruch und Revolte – Porträt einer radikalen Nation. Orell Füssli Verlag, Zürich 2017, ISBN 978-3-280-05662-2.
- Der Unzeitgenosse Charles Péguy, Rebell gegen die Herrschaft des Neuen. Carl Hanser Verlag, München 2017, ISBN 978-3-446-25455-8.